# Midila discolor
Midila discolor là một loài bướm đêm trong họ Crambidae.